# Изабелла фон Круа
Изабелла Хедвига Франциска Наталья фон Крой или де Круа (Isabella Hedwig Franziska Natalie of Croÿ; 27 февраля 1856, Дюльмен — 5 сентября 1931, Будапешт) — принцесса вестфальского медиатизованного дома Крой (Круа), в замужестве австрийская эрцгерцогиня.

## Биография
Родилась в семье герцога Рудольфа фон Кроя и принцессы Натали де Линь. Приходилась троюродной сестрой русскому генералу Павлу Бенкендорфу. В родовой усадьбе Эрмитаж на севере Франции 8 октября 1878 года состоялось её бракосочетание с герцогом Фридрихом Тешенским, членом австрийского императорского дома. По своему происхождению Изабелла не принадлежала к числу владетельных особ, поэтому новая габсбургская родня приняла её в  высшей степени холодно.
Будучи умной и энергичной особой, она мало обращала внимание на их выходки и во что бы то ни стало решила завоевать себе в обществе выдающееся положение. Сначала она сделала попытку проявить себя в Будапеште, где жила её старшая сестра, княгиня Евгения Эстергази, но последняя, по оценкам современников, совершенно затмила собою сестру. Не выдержав конкуренции, Изабелле пришлось (под предлогом, что она должна жить с мужем) удалиться в Прессбург, где Фридрих командовал войсками. В 1895 году после смерти эрцгерцога Альбрехта супруги получили все его состояние и переехали в Вену в родовой дворец.
В Вене Изабелла принимала активное участие в светской жизни. Она увлекалась теннисом и фотографией, ценила цыганскую музыку и пропагандировала изделия венгерских вышивальщиц. Желая, чтобы одна из её дочерей вышла замуж за наследника австрийского престола Франца Фердинанда, Изабелла завязала сношения и вошла в тесную дружбу с Марией Йозефой Саксонской и с дочерью императора Франца-Иосифа, Марией-Валерией. Втроем они интриговали против невесты наследника, фрейлины Софии Хотек. После этой троице удалось склонить на свою сторону старого императора, который находился всецело под влиянием своей фаворитки Катарины Шраат и своей дочери Марии-Валерии. В 1900 году Франц Фердинанд всё-таки женился на Софии Хотек и даровал ей титул герцогини Гогенберг, что вызвало большое негодование Изабеллы. При каждой встрече она пыталась её унизить, намекая на её низкое происхождении.
Подобный мезальянс повторился спустя 10 лет, когда племянник Изабеллы, 13-й князь фон Круа женился на дочери американского посла в Германии Нэнси Лишмен. Эрцгерцогиня постоянно напоминала племяннику о морганатическом характере этого союза. Но брак состоялся, и сегодня дом Круа возглавляет их внук, 15-й князь фон Круа. Бесконечные интриги Изабеллы при дворе осложняли военную карьеру эрцгерцога Фридриха Тешенского.  В 1914 году из-за конфликтов с Францем Фердинандом он был вынужден оставить военную службу и вернулся лишь после гибели принца. В 1916 году новый император Карл I провозгласил себя главнокомандующим войсками, тем самым понизив Фридриха в его полномочиях, что Изабелла восприняла как личное оскорбление. Ситуация усугублялась тем, что молодая императрица Цита была родной сестрой зятя Изабеллы, Элия Пармского, и имела с ним плохие отношения. Женщины постоянно конфликтовали, и в конце концов ситуация была решена отставкой эрцгерцога Фридриха в конце зимы 1917 года.
После этого супруги жили в Вейбурзи вблизи Бадена, а с осени 1918 года — в своих венгерских владениях. С возрастом Изабелла сильно располнела, из-за чего её прозвали Busabella. После Первой мировой войны она энергично пыталась добыть венгерский трон для своего сына Альбрехта. Скончалась в санатории в Будапеште 5 сентября 1931 года и была похоронена в склепе церкви Матьяша. После смерти эрцгерцога Фридриха в 1937 году была перезахоронена рядом с ним в приходской церкви Святого Готтарда в Мошонмадьяроваре.

## Дети
- Мария Кристина (1879—1962), честолюбивая мать пыталась выдать её замуж за испанского короля, но план не удался и пришлось довольствоваться принцем Эммануилом цу Зальм-Зальм.
- Мария Анна (1882—1940) — вышла замуж за принца Элию Бурбон-Пармского, титулярного герцога Пармы и Пьяченцы.
- Мария Генриетта (1883—1956) — вышла замуж за принца Готфида цу Гогенлоэ-Вальденбург-Шиллингсфюрста.
- Наталья Мария (1884—1898)
- Стефания Мария Елизавета (1886—1890)
- Габриэла Мария Тереза (1887—1954)
- Изабелла (1887—1973) — жена принца Георга Баварского, племянника короля Людвига III
- Мария Алиса (1893—1962) — супруга барона Фридриха Вальдботт фон Басенхейм.
- Альбрехт Франц (1897—1955) — был трижды женат морганатическими браками.